# Willem Karel Behrens
Willem Karel Behrens (Rotterdam, 29 juni 1859 - Delft, 1 februari 1937) was een Nederlands civiel ingenieur, hoogleraar in de Waterbouwkunde aan de Technische Hogeschool te Delft, en voor drie jaar rector magnificus.

## Levensloop
Behrens was geboren in Rotterdam, en volgde een opleiding tot ingenieur in de civiele techniek aan de Polytechnische School te Delft. Na zijn studie begon hij zijn carrière bij Rijkswaterstaat, en werkte achtereenvolgens in Nijmegen, Den Haag, Gorinchem, Hoek van Holland, Maastricht, Den Haag, Hoorn en Den Bosch. In 1889 was hij ook een maand waarnemend hoofd van de RWS Limburg, de regionale dienst van de Rijkswaterstaat in de provincie Limburg.
In 1900 werd hij aangesteld als hoogleraar aan de Polytechnische School te Delft, sinds 1905 Technische Hogeschool te Delft. Hier was hij tevens rector magnificus van 1913 tot 1916. In 1924 ging hij met emeritaat.
Behrens was verder lid van de Staatscommissie Zuiderzee onder Hendrik Lorentz, en van 1919 tot 1923 lid van de nieuw opgerichte Zuiderzeeraad onder leiding van Cornelis Lely, een adviesorgaan van de Nederlandse regering.

## Publicaties
- Verlegging van de Maasmond, de nieuwe rivier.[4]
- Nederland in de strijd tegen het water, Openingsrede (overgedrukt uit de handelingen van het XIVe Nederlandsche natuur en geneeskundig congres) gehouden te Delft op 27,28 & 29 maart 1913.[5]
- De scheepvaartverbindingen van Amsterdam en van Rotterdam met de zee gedurende de laatste honderd jaren. Rede uitgesproken bij de overdracht van de waardigheid van Rector-Magnificus aan Prof. J.C. Dijxhoorn.[6]

- International Standard Name Identifier: 0000 0003 8805 3213
- Nederlandse Thesaurus van Auteursnamen: 074312618
- Système universitaire de documentation: 25020004X
- Virtual International Authority File: 281098918
- WorldCat: E39PBJpV8H3DpGrhTpRPfXqfbd